# Osica Maja
Osica Maja je pravljica slovenskega pisatelja  Dima Zupana. 

## O avtorju
Dim Zupan se je rodil 19.2.1946 v  Ljubljani, kjer živi in ustvarja, ima status samostojnega kulturnega delavca. Napisal je že več kot 20 knjig, večina izmed njih sodi v mladinsko in otroško književnost.  Poleg sveže tematike ga odlikuje kar se da izviren pripovedni slog ter poseben odnos do otrok in mladine. Po njegovem so otroci majhni odrasli, ki jim sicer manjkajo izkušnje, vendar meni, da so sposobni dojemati zapletene strani življenja. 
Zupan je dokončal študija prava, a ima od leta 1992 status svobodnega kulturnega delavca – pisatelja.  Že njegov oče, Vitomil Zupan, je bil znan pisatelj. Ko je začel pisati, je sodeloval z Manco Košir, kateri je dal prebrati delo Prvi dan Drekca Pekca in Pukca Smukca.  Le ta je bila nad delom navdušena.  Ko je dopolnil delo, je knjigo Trije dnevi Drekca Pekca in Pukca Smukca izdala Mladinska knjiga. Knjigi Trnovska mafija in Trnovska mafija drugič sta izšli leta 1992 in 1997, obe sta posvečeni hčerki Maji.  Nastala je tudi tretja knjiga, Trnovska mafija – v tretje gre rado (2003).
Zadnjo skupino Zupanovega ustvarjanja tvorijo štiri knjige kratkih zgodb: Maščevanje strašne juhice (1997), Maja že ve (2002), Najboljša flinta je dobra finta (2002) in Osica Maja (2004). 

## Interpretacija besedila
V književnem delu Osica Maja liki iz prejšnjih zgodb (Maščevanje strašne juhice (1997), Maja že ve (2002), Najboljša flinta je dobra finta (2002)) že zrastejo, Tine končuje osnovno šolo, njegova sestra Maja je sedmošolka, njeni starosti primerno pa se preseli dogajanje iz družinskega kroga v šolsko okolje. 
Glavni literarni liki imajo humorne vzdevke: Osica Maja, Maca Klopotača, Suma Katja, Mozole, Govnač, Cigo , Božja prekla, učitelj matematike Žvan, učiteljica zemljepisa Geografska širina, …  Najstniki se začnejo spopadati z najstniški problemi (dekleta se ukvarjajo z barvo laka za nohte, fantje z žepninami, zmenki itd.).
Zgodba opisuje življenje treh prijateljic (Maje, Katje in Mace Klopotače), ki so pravkar vstopile v sedmi razred osnovne šole. Še vedno menijo, da so njihovi sošolci otročji, kljub temu pa o njih veliko razmišljajo, nastajajo prve simpatije in najstniške ljubezni.  Njihovo življenje sestavljajo trenutki smeha in joka, obiski na vasi, kjer imajo Majini starši vikend, gasilske veselice, kontrolne naloge v šoli, prepiri s sošolci v dramskem krožku, treningi borilnih veščin ter priprave na šolski ples v maskah.  Poleg njih nastopa v zgodbi tudi družba potepuških fantov, ki osnovnošolce strašijo, jim grozijo in jim kradejo denar. Nihče, niti policija, proti njim ne ukrepa, saj so mladoletni. Suma Katja, ki trenira borilne veščine, se odloči s svojimi prijatelji narediti konec ustrahovanju.  Na tako imenovani dan D prestrašijo fante in jih preženejo iz svoje okolice.  Ob koncu zgodbe se spoprijateljijo tudi sošolci in sošolke v razredu in se odločijo skupaj zaigrati dramsko igro Osica Maja, zaradi katere so bili skregani od začetka leta, saj so jo pripravili fantje v želji zafrkavati sošolko Majo, ki pa je vse to na koncu le sprejela in odigrala glavno vlogo. 

## Analiza besedila
Zgodbo opisuje tretjeoseben pripovedovalec, ki ni vključen v noben dogodek.  Povedi so kratke, veliko je dialoga. Pojavljajo se tudi slengovske besede (na Macino vprašanje Maji o tem, ali jo zelo boli osji pik, je Maja odgovorila s »ful«), pretiravanja (»Imel je takšno glavo«, je rekla Anita in razširila roki na obe strani), reki (»Barva laka je pomembna kot bi šlo za življenje in smrt«). Celotna knjiga je razdeljena na 12 krajših poglavij, vsak opisuje nov dogodek najstniškega življenja. 
V knjigi sta izpostavljena dva kraja dogajanja: mesto in vas. Majini starši imajo vikend na vasi, kamor hodijo počitnikovat. Maja vedno povabi s seboj tudi svoji prijateljici. Že po prvem opisanem obisku so jasno vidne razlike v načinu življenja. Otroci iz vasi so preprostejši, nimajo enakih problemov kot otroci iz mest, imajo tudi drugačne interese. Ukvarjajo se s  taborništvom in gasilstvom. Njihova glavna življenjska misel je druženje in ne tekmovalnost. Otroci iz mest se ukvarjajo z dramskim krožkom, športom, manekenstvom, mučijo jih problemi s fanti ali dekleti ter starši, njihova glavna misel pa je biti najboljši med vsemi. 
Zupan je dobro opisal tudi pojav nasilja med mladimi, tako verbalnega kot fizičnega. Opisane so pomanjkljivosti v šolskem sistemu, ki dopuščajo verbalno nasilje, in pomanjkljivosti v družbi, ki ne poskrbijo za varnost otrok. Kljub mnogim prijavam na policijo zaradi fizičnega nasilja (grožnje, izsiljevanje, pretep) niso predstojni storili ničesar, otroci pa so se bali sami sprehajati po mestu. Zato so se znašli sami in opravili problem (s fizičnim nasiljem), ki pa seveda ne bi smel biti pobuda za reševanje problemov v prihodnje.

## Mladinska dela Dima Zupana
- Deklica za ogledalom
- Onkraj srebrne mavrice
- Trnovska mafija
- Trnovska mafija drugič
- Najboljša flinta je dobra finta
- Maja že ve
- Hektor in ribja usoda
- Trije dnevi Drekca Pekca in Pukca Smukca
- Tri noči Drekca Pekca in Pukca Smukca
- Tri skrivnosti Drekca Pekca in Pukca Smukca
- Tri zvezdice Drekca Pekca in Pukca Smukca
- Tri spoznanja Drekca Pekca in Pukca Smukca
- Tolovajevo leto